# Bradystichus aoupinie
Bradystichus aoupinie là một loài nhện trong họ Pisauridae.
Loài này thuộc chi Bradystichus. Bradystichus aoupinie được Norman I. Platnick & Raymond Robert Forster miêu tả năm 1993.